# Serida gorgopsis
Serida gorgopsis är en insektsart som beskrevs av Ronald Gordon Fennah 1978. Serida gorgopsis ingår i släktet Serida och familjen Lophopidae. Inga underarter finns listade i Catalogue of Life.